# Schlacht von Xiao (306)
Die Schlacht von Xiao war eine entscheidende Schlacht im Krieg der Acht Prinzen zwischen den Konkurrenten um die Vorherrschaft im Land, Sima Yue und Sima Yong.

## Hintergrund
Im Jahr 304, während des Kriegs der Acht Prinzen (291 bis 306) hatte der Prinz Sima Yong Luoyang eingenommen und den in der Stadt lebenden Kaiser Jin Huidi nach Chang’an entführt. Daraufhin rebellierte der Prinz Sima Yue 305 gegen ihn, um den Kaiser zu befreien und zurück nach Luoyang zu eskortieren.

## Die Schlacht
Im Laufe des Jahres 305 war es bereits zu Kämpfen zwischen beiden Seiten gekommen, vor allem um den Gelben Fluss, die Sima Yong verloren hatte. Sein General Liu Qiao verlegte seine Basis daraufhin weiter nach Süden, wurde jedoch von Sima Yues General Liu Kun bei Kaocheng erstmals geschlagen und musste sich zurückziehen. Im Januar 306 überquerte eine Streitmacht unter dem Kommando von Sima Xiao und Liu Kun den Fluss Bian bei Guandu und nahm die Stadt Xingyang ein. Bei Xiao trafen die beiden dann auf die Armee Liu Qiaos. Es kam zu einer Schlacht, die mit einem entscheidenden Sieg für Sima Yues Seite endete. Liu Qiao floh eilig vom Ort des Geschehens und stellte fortan keine Bedrohung mehr für seine Gegner da. Nur kurz darauf konnte Liu Kun die strategisch wichtige Stadt Xuchang ohne Widerstand einnehmen.

## Folgen
Die Schlacht von Xiao war für den weiteren Kriegsverlauf entscheidend; nach ihr, verbunden mit der erfolgreichen Einnahme Xuchangs, hatte Sima Yue endgültig die Oberhand in seiner Rebellion gegen Sima Yong gewonnen. Letzterer versuchte unmittelbar nach der Niederlage einen Frieden zu schließen, was jedoch misslang. Nur fünf Monate später, im Juni 306, besetzte Liu Kun Chang’an und befreite den Kaiser.